# Wirusy satelitarne

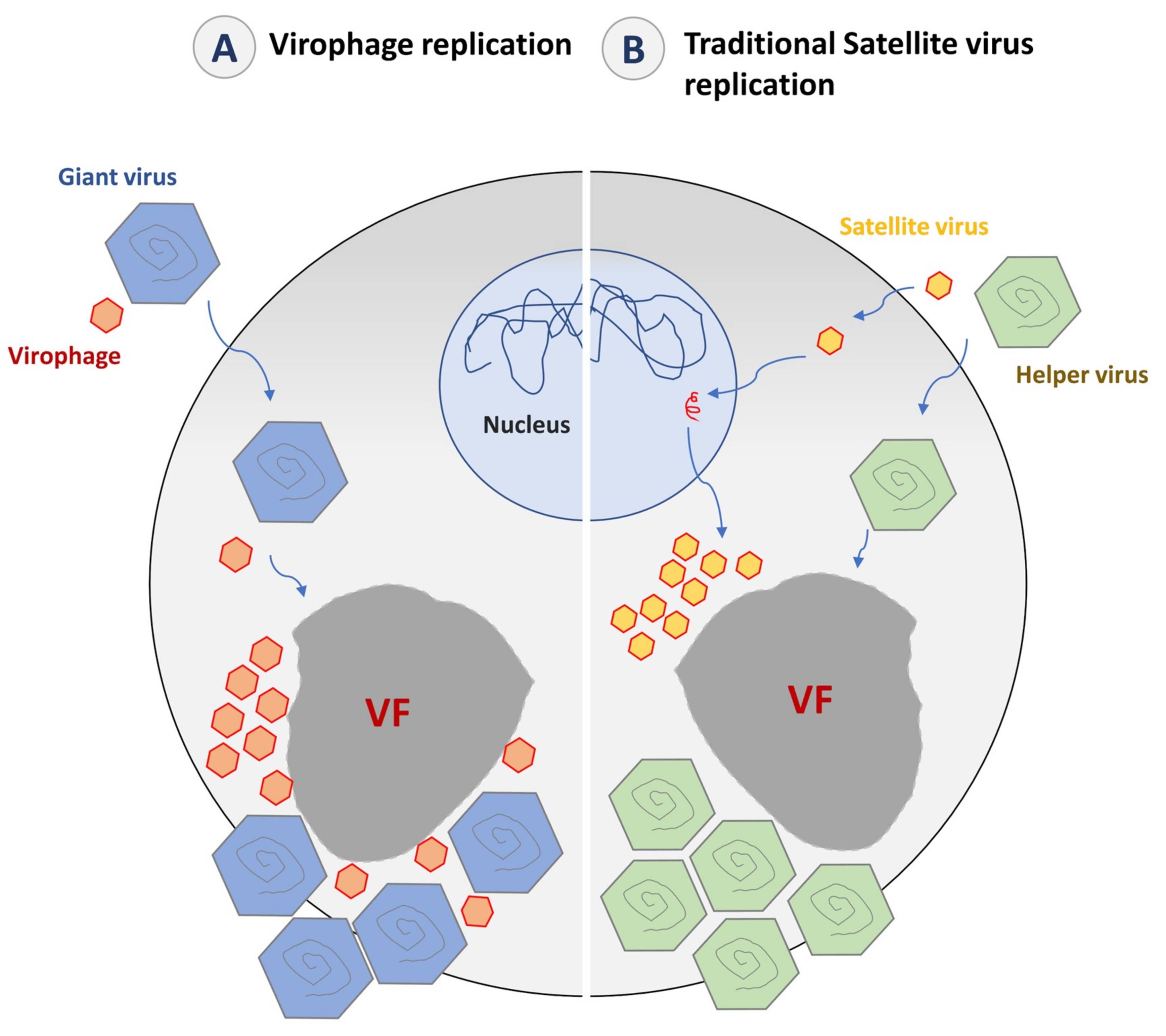
replikacja wirusów satelitarnych

Wirusy satelitarne – wirusy, których replikacja jest zależna od innych wirusów. Mogą kodować własne białka albo opierać się na innych wirusach zarówno dla enkapsydacji, jak replikacji.
Pierwszy wirus satelitarny opisano w 1962 r., był on powiązany z wirusem nekrozy tytoniu (TNV, ang. Tobacco necrosis virus). Niektóre wirusy satelitarne szkodzą wirusom-gospodarzom lub uniemożliwiają ich rozwój; są one nazywane wirofagami.